# فهار (اسم)
فهار هو اسم علم مذكر من أصل عربي، ومعناه هو الساحق الكاسرمن كلمة «فهر».

## وصلات خارجية
- موسوعة السلطان قابوس لأسماء العرب نسخة محفوظة 5 أبريل 2019 على موقع واي باك مشين.